# Münchner Kaffeewärmer
Der bayerische Walzer Münchener Kaffeewärmer, gelegentlich auch Münchner Kaffeewärmer betitelt, ist eine Komposition von Carl Englert (Opus 13,1). Bekannt wurde er ab 1918 durch die szenische Umsetzung der Tänzerin Niddy Impekoven. Ihre Darbietung wurde als Trampeltanz und Stampftanz bezeichnet und 1925 der Gattung der Tanz-Pantomime zugerechnet. Die Tanzwissenschaftlerin Dianne S. Howe ordnet den Tanz im Rahmen der Avantgarde der tänzerischen Auseinandersetzung mit der Tücke des Objekts im Rahmen menschlicher Schicksale zu.

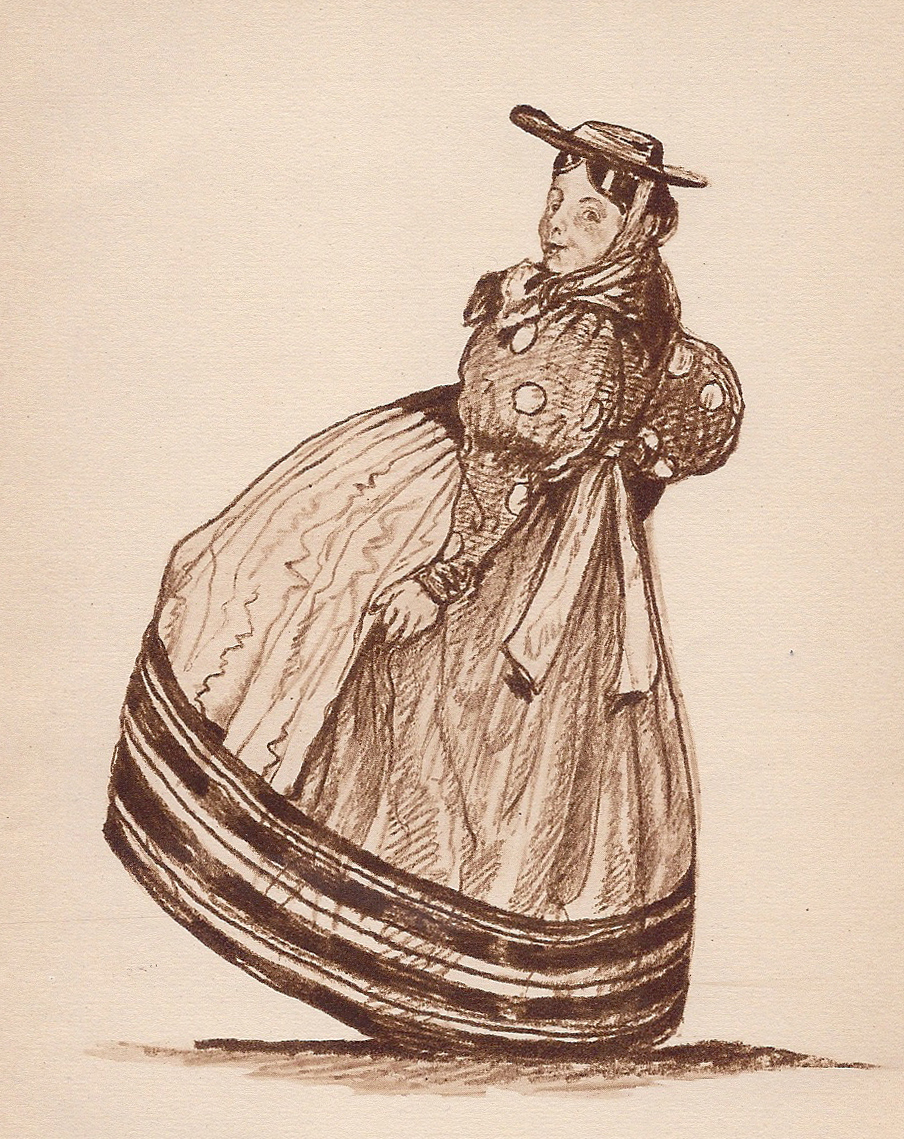
Die vierzehnjährige Niddy Impekoven tanzt Münchener Kaffeewärmer. Zeichnung des Bühnenbildners Leo Impekoven

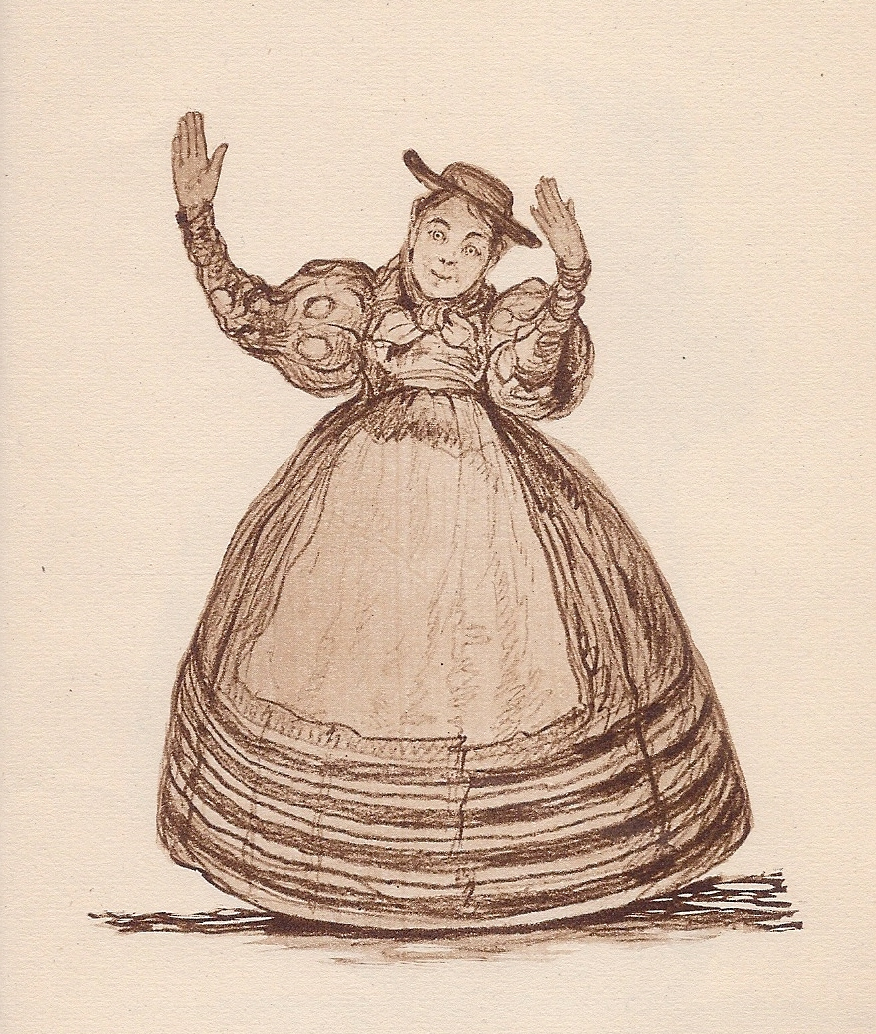
Niddy Impekoven tanzt Münchener Kaffeewärmer. Zeichnung ihres Onkels Leo Impekoven ca. 1919

## Künstlerische Umsetzung
Der Tanz gehörte bereits beim ersten Tanzabend Niddy Impekovens am 4. Dezember 1918 im Frankfurter Opernhaus zum Programm und blieb jahrelang in ihrem Repertoire. Fotos zeigen die Tänzerin in einem volkstümlichen süddeutschen Kostüm mit Strohhut. Ernst Blass schrieb: "Wahrscheinlich ist gerade dieser Tanz von ihr nur als lustige, anspruchslose, einfallsreiche Bewegungsstudie beabsichtigt worden; aber das ändert nichts; hier wandelt noch etwas mit, was nicht nur behaglich ist und nicht nur Kaffee wärmt. Es könnte etwas von Goethes wandelnder Glocke sein, die hier bäurisch und statt des metallenen Mantels den schönen, breiten, gediegenen, bis zum Fußboden reichenden Reifrock angezogen hat."

## Filmische Wahrnehmung
Die filmische Aufzeichnung des Tanzes von Niddy Impekoven zur Musik Englerts kam 1925 durch den Film Wege zu Kraft und Schönheit in die Kinos. Am 16. Februar 1925 genehmigte ihn die Film-Prüfstelle Berlin und listete den darin enthaltenen Tanz Münchener Kaffeewärmer von Niddy Impekoven unter „Tanz-Pantomime“.